# Simen Hegstad Krüger
Simen Hegstad Krüger, född 13 mars 1993, är en norsk längdskidåkare som debuterade i världscupen den 16 mars 2013 i Oslo, Norge. Hans första världscupseger vann han med det norska laget i stafett den 22 januari 2017 i Ulricehamn, Sverige. Hegstad Krüger tog sin första mästerskapsmedalj då han vann herrarnas skiathlon vid OS 2018 i Pyeongchang. Han följde upp guldet med ett individuellt silver i 15 kilometer fristil och ett lagguld i långa stafetten.